# 三井・ダウ ポリケミカル
三井･ダウ ポリケミカル株式会社（みつい･ダウ ポリケミカル、英文名称DOW-MITSUI POLYCHEMICALS CO.,LTD.）は、日本の化学メーカー。エチレン酢酸ビニルコポリマー、食品包装材やフィルム等に用途の広いアイオノマーの製造を行う。

## 沿革
- 1960年 - 三井ポリケミカル株式会社設立
- 1961年 - 本社を大手町三井ビル（同区）内に移転
- 1962年 - 大竹工場操業開始、ミラソン（低密度ポリエチレン）国産化
- 1967年 - 千葉工場操業開始
- 1970年 - 本社を霞が関ビル（同区）内に移転
- 1976年 - CMPS（多目的シール樹脂）販売開始
- 1978年 - サーリンを一部国産化（商品名を「ハイミラン」に変更）
- 1984年 - ミラソン事業を三井化学株式会社へ譲渡、会社名を「三井・デュポン ポリケミカル株式会社」に変更
- 1985年 - イミラン及びニュクレル全面国産化
- 1987年 - 「技術サービス研究所」の名称を「テクニカルセンター」に変更
- 1993年 - アルクリン国産化
- 1995年 - 日本レスポンシブル・ケア協議会加盟
- 2010年 - ハイミランES（太陽電池封止材）販売開始
- 2019年 - 会社名を「三井･ダウ ポリケミカル株式会社」に変更[注 1]

## 事業所
- 本社 - 〒105-7122 東京都港区東新橋一丁目5番2号1（汐留シティセンター）
- 大竹工場 - 〒299-0266 広島県大竹市東栄2-1-21（三井化学大竹工場内）
- 千葉工場・テクニカルセンター - 〒299-0108 千葉県市原市千種海岸6（三井化学千葉工場内）